# Isla Long (Antigua y Barbuda)
La Isla Long (en inglés: Long Island, literalmente la Isla Larga) es una isla frente a la costa noreste de la mucho más grande isla de Antigua en el norte de las Antillas Menores. Se encuentra en el extremo norte de la Península de Parham, y es la quinta isla más grande del país caribeño de Antigua y Barbuda.